# Bulbophyllum coniferum
Bulbophyllum coniferum är en orkidéart som beskrevs av Henry Nicholas Ridley. Bulbophyllum coniferum ingår i släktet Bulbophyllum och familjen orkidéer. Inga underarter finns listade i Catalogue of Life.